# Cladonia obscurata
Cladonia obscurata är en lavart som beskrevs av Ahti. Cladonia obscurata ingår i släktet Cladonia och familjen Cladoniaceae.   Inga underarter finns listade i Catalogue of Life.